# Orchestre philharmonique de Mexico

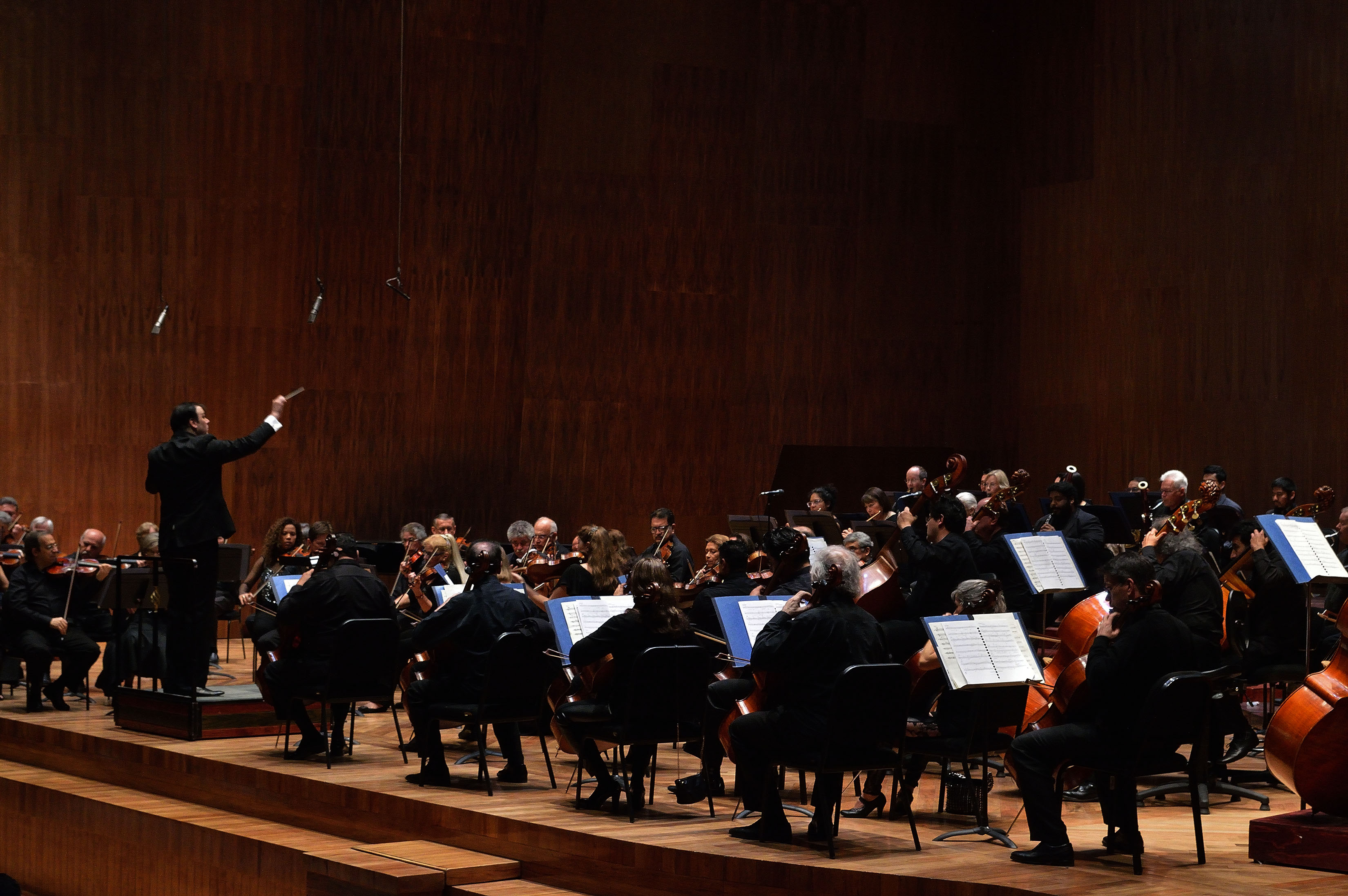
L'Orchestre en 2018.

L'Orchestre philharmonique de Mexico (Orquesta Filarmónica de la Ciudad de México) est un orchestre philharmonique mexicain fondé en 1978 à l'initiative de Carmen Romano de Lopez Portillo.

## Chefs permanents
- Fernando Lozano (1978-1983)
- Enrique Batiz (1983-)